# Pholien Systermans
Pholien Systermans (né le 27 mars 1990 à Liège) est un nageur belge qui a battu le record du 100 m nage libre de Belgique en 2009.

## Biographie
Pholien Systermans a été entraîné à Liège Natation par André Henveaux et a effectué un an d'étude à l'université de Floride, où il a été entraîné par le célebre entraîneur américain, Gregg Troy, et l’ancien champion olympique Anthony Nesty. Il a eu comme équipier Ryan Lochte, champion olympique, champion du monde et recordman du monde du 200 mètres dos.
En tant que junior, il avait fait partie de l'équipe de relais 4 fois 100 m nage libre qui avait remporté une médaille de bronze pour la Belgique aux Championnats d'Europe juniors de natation 2007.
En 2009, il a été condamné à une amende de 1 500 € pour avoir porté le « mauvais costume » lors d'une compétition de natation à Rome, décision à laquelle il a fait appel en mai 2010.
Aux Championnats d'Europe de natation 2010, Systermans faisait partie de l'équipe belge de relais 4 fois 200 m qui est arrivée septième en finale.
En 2020, il travaille comme kinésithérapeute-ostéopathe en Belgique.

## Koh-Lanta
Il a participé également à la sixième saison spéciale de Koh-Lanta, Koh-Lanta : L'Île des héros, lors de laquelle il fut éliminé après la réunification, il a donc fait partie du jury final.
En 2018, il était dans les candidats malheureux de la saison annulée à la suite de l'agression sexuelle présumée survenue lors du tournage.

## Vie privée
Il a deux enfants.